# Pieter III. Brueghel
Pieter III. Brueghel, auch Pieter Breugel oder Pieter Bruegel (* vor dem 6. Juli 1589 in Antwerpen; † um 1640 möglicherweise ebenda), war ein flämischer Genremaler.

## Leben und Werk
Über das Leben von Pieter III. Brueghel ist heute nur wenig bekannt. Er war ein Sohn des Malers Pieter Brueghel d. J. und seiner Ehefrau Elisabeth Goddelet sowie ein Enkel von Pieter Bruegel d. Ä. Sein genaues Geburtsdatum ist unbekannt, doch wurde er am 6. Juli 1589 in Antwerpen getauft. Von seinem Vater wurde er zum Maler ausgebildet; dabei war er möglicherweise zeitweise ein Kommilitone des späteren Malers Andries Danielsz., der ab 1599 als Lehrling in der Werkstatt Pieter Brueghels d. J. belegt ist. 1608 wurde Pieter III. Brueghel in die Lukasgilde der Stadt Antwerpen aufgenommen, wo er unter dem Namen Pieter Brueghel de jonge, schilder geführt wurde. Die Nennung als Pieter Brueghel d. J. könnte vielleicht ein Hinweis darauf sein, dass die künstlerischen Leistungen seines Großvaters Pieter Bruegel d. Ä. zu diesem Zeitpunkt schon weitgehend vergessen waren.
Obwohl sich Pieter III. Brueghel nun hätte selbstständig machen können, verblieb er als dessen Mitarbeiter in der Werkstatt seines Vaters. Dort war er mit Sicherheit an den hohen Produktionszahlen von Gemälden beteiligt, die beliebte Motive seines Großvaters und Vaters in großer Anzahl und in den verschiedensten Variationen wiederholten. Keines der in der Werkstatt von Pieter Brueghel d. J. angefertigten Bilder kann bis heute eindeutig mit Pieter III. Brueghel in Verbindung gebracht werden, sodass sein Werk heute völlig im Dunkeln liegt. Vereinzelte Zuschreibungsversuche, wie beispielsweise bei zwei am 30. Januar 1998 bei Sotheby’s in New York (Lot: 72) angebotenen Bildern mit Darstellungen der niederländischer Sprichwörter Dijede nest west, dije weten. Dijen rooft, dije heeten ‚Wer das Nest kennt, weiß es nur, wer es aber holt, der hat es (Der Vogeldieb)‘ und De put dempen als het kalf verdronken is ‚Wenn das Kalb ertrunken ist, deckt man den Brunnen ab‘, sind derzeit nur spekulativ und lassen sich durch nichts belegen.
Der Kunsthistoriker Georges Marlier, der sich intensiv mit dem Werk von Pieter Brueghel d. J. beschäftigte, schrieb dessen Sohn Pieter III. Brueghel die Erfindung einiger mehrfach in der Werkstatt ausgeführter Bildthemen zu. Dabei handelt es sich um die Darstellungen Der Eiertanz, Die Hochzeitsgeschenke und Der Katharinentanz. Keines der von ihm aufgenommenen Bilder dieses Themas weist er dem Künstler selbst zu. Die Kunsthistorikerin Jacqueline Folie, die Marliers Brueghelforschungen posthum publizierte, hielt es für möglich, Pieter III. Brueghel eine damals in einer Mailänder Privatsammlung aufbewahrte Darstellung eines Advokaten zuweisen zu können.
Trotz verschiedener, bisher unbeweisbarer Zuschreibungsversuche einzelner Werke an Pieter III. Brueghel ist dieser bisher nicht als eigenständige Künstlerpersönlichkeit erkennbar. Sein Schaffen scheint völlig in der Werkstattproduktion aufgegangen zu sein und muss bis zur Auffindung von verwertbaren Belegen bis auf Weiteres anonym bleiben. Unklar ist bis heute ob sein Vater oder er gegen 1626/27 einer der frühen Lehrer des Malers Gonzales Coques war.